# وست ریور (وایومینگ)
وست ریور (به انگلیسی: West River) یک منطقهٔ مسکونی در ایالات متحده آمریکا است که در شهرستان واشاکای، وایومینگ واقع شده‌است. وست ریور ۱۴۹٫۱ کیلومتر مربع مساحت و ۳۲۱ نفر جمعیت دارد و ۱٬۲۴۳ متر بالاتر از سطح دریا واقع شده‌است.